# Ланчано
Ланчано (итал. Lanciano) је насеље у Италији у округу Кјети, региону Абруцо.
Према процени из 2011. у насељу је живело 30705 становника. Насеље се налази на надморској висини од 282 м.

## Становништво
| 1931.  | 1936.  | 1951.  | 1961.  | 1971.  | 1981.  | 1991.  | 2001.  | 2011.  |
| ------ | ------ | ------ | ------ | ------ | ------ | ------ | ------ | ------ |
| 22.427 | 23.367 | 26.689 | 27.624 | 28.113 | 32.315 | 34.006 | 35.798 | 35.921 |

## Партнерски градови
- Нузко (Авелино)
- Беразатеги
- Вон
- Perho
- Qala
- Вишеград